# زاسموکی
زاسموکی (به لاتین: Zásmuky) یک منطقهٔ مسکونی در جمهوری چک است که در شهرستان کولین واقع شده‌است. زاسموکی ۲۴٫۱۱ کیلومتر مربع مساحت و ۱٬۸۵۴ نفر جمعیت دارد و ۳۴۰ متر بالاتر از سطح دریا واقع شده‌است.